# 이스라엘 녹색 운동
이스라엘 녹색 운동(히브리어: התנועה הירוקה)은 이스라엘의 중도좌파 정당으로, 2008년 설립되었다. 2015년 총선거 결과, 시오니스트 연합에 속한 이스라엘 노동당, 하트누아에 이어 1석을 취득했다.